# Dassault Aviation

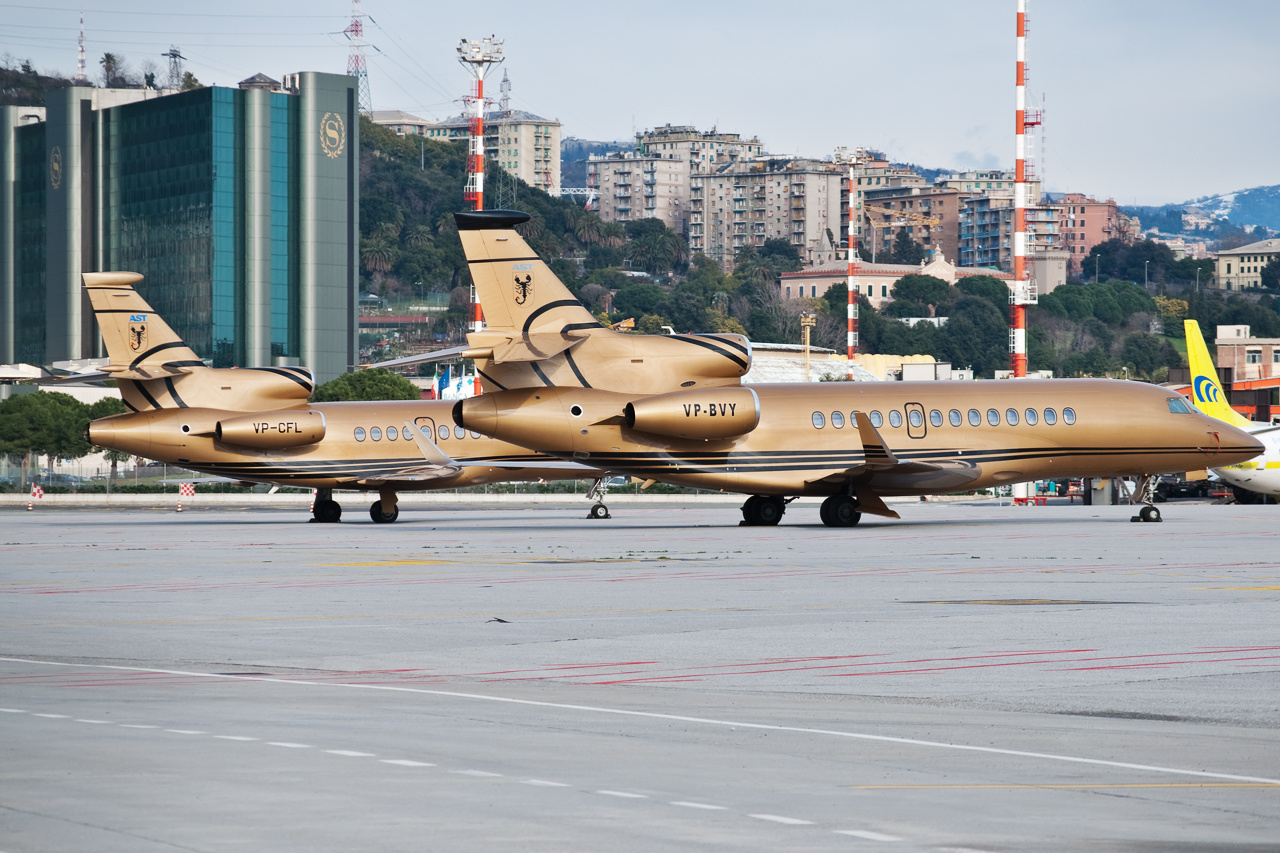
Dassault Falcon 900 y Dassault Falcon 7X

Dassault Aviation es un fabricante de aeronaves civiles y militares francés.
Fue fundada por Marcel Bloch como Société des Avions Marcel Bloch o "MB". Tras la Segunda Guerra Mundial, Marcel Bloch cambió su nombre por Marcel Dassault, y el nombre de la empresa pasó a ser Avions Marcel Dassault el 20 de diciembre de 1947. Marcel Bloch era judio y Dassault era el nombre de guerra de su hermano. En el 1946 recuperó su fabrica pero se cambió el nombre al alias que tuvo su hermano durante la guerra.
Además los Dassault están muy bien especificados cumplen bien todas las necesidades operativas y tienen requisitos muy balanceados. Por otro lado, el Eurofighter se especificó para superioridad aérea y se sacrificaron otros requisitos secundarios a este objetivo principal.
En 1971, Dassault compró Société Anonyme des Ateliers d'Aviation Louis Breguet creando la empresa Avions Marcel Dassault-Breguet Aviation (AMD-BA). En 1990 la compañía volvió a cambiar su nombre por Dassault Aviation.

## Historia
La Société des Avions Marcel Bloch fue fundada por Marcel Bloch en 1928. En 1935 Bloch y Henry Potez acordaron la compra de Société Aérienne Bordelaise (SAB), que se renombró Société Aéronautique du Sud-Ouest. La compañía fue responsable de numerosos diseños exitosos: el monomotor MB.80, el avión de transporte MB.220 hecho famoso por Air France, el caza militar MB.150., el sofisticado MB.161 de transporte, el bimotor de pasajeros MB.170, etc. En 1936 la industria armamentística francesa fue nacionalizada como Société Nationale des Constructions Aéronautiques du Sud-Ouest (SNCASO). Marcel Bloch actuaría como administrador delegado del Ministerio del Aire.
Durante la ocupación de Francia la industria aeronáutica francesa fue virtualmente desmantelada. Los franceses solo fueron autorizados a la fabricación, montaje y reparación  de aviones alemanes. Marcel Bloch fue encarcelado por el gobierno de la Francia de Vichy en octubre de 1940. La negativa de Bloch a colaborar con el ocupante alemán y la traición de los que creía amigos o colegas llevó a su encarcelamiento en Fort Montluc (Lyon), junto con su esposa e hijos, por el Gobierno de Vichy. En 1944 Bloch fue deportado al campo de concentración alemán de Buchenwald donde logró sobrevivir y permaneció hasta su liberación el 11 de abril de 1945.
El 10 de noviembre de 1945 en una reunión extraordinaria de la Société Anonyme des Avions Marcel Bloch la empresa optó por crear una nueva compañía: Société des Avions Marcel Bloch. El 20 de enero de 1947 la empresa cambió de nombre para reflejar el cambio de nombre de su dueño: Société des Avions Marcel Dassault. Este era una ruptura con un duro pasado y un homenaje a su hermano, adoptando Dassault como apellido el alias utilizado por el general Paul Bloch en la Resistencia.
Dassault desarrolló el nuevo bimotor de transporte MD-315 Flamant, que le trajo reconocimiento y dinero, y el reactor de combate Ouragan MD-450 (1949) para la Fuerza Aérea Francesa; siendo así pionero en la industria francesa de la posguerra. Le siguió otro éxito, el Mystere, que fue el que le dio el respaldo a la empresa como fábrica de referencia de aviones militares. 
En 1954 Dassault creó una división electrónica (que en 1962 se llamaría Electronique Marcel Dassault), como primer paso para el desarrollo de radares montados en aviones, pronto se pasó a trabajar también en cabezas buscadoras de misiles aire-aire, ayudas a la navegación y bombardeo. Entre los años 1950 y finales de los 1970 la mayor parte del negocio de Dassault provenía de las exportaciones, donde su mayor éxito fue la serie Dassault Mirage y el avión civil Mystère-Falcon.
El 27 de junio de 1967 Dassault (ante la petición del gobierno francés) compró el 66 % de Breguet Aviation. Debido a esta adquisición la empresa Société des Avions Marcel Dassault se disolvió el 14 de diciembre de 1971 para la creación de Avions Marcel Dassault-Breguet Aviation (AMD-BA).
La empresa Dassault Systèmes se creó en 1981 para el desarrollo y puesta en mercado del programa CAD de Dassault: CATIA. Dassault Systèmes se ha convertido en líder de mercado de este sector.
En 1979 el gobierno francés compró el 20 % de Dassault y creó la Société de Gestion de Participations Aéronautiques (SOGEPA) para gestionar esta inversión y un 25 % indirecto de Aérospatiale (el gobierno ya tenía directamente el 75 % de las acciones de esta compañía). En 1998 el gobierno francés traspasó sus acciones en Dassault Aviation (45,76 %) a Aérospatiale. El 10 de julio de 2000, Aérospatiale-Matra se fusionó con otras compañías europeas para crear EADS.

## Accionistas
- Grupo Dassault (62,17 %)
- EADS (9,93 %)
- Dassault Aviation (0,46 %)
- Inversores privados (27,44 %)

## Subsidiarias
sogitec es una subsidiaria de Dassault que produce simuladores de vuelo militares, imagen 3D, simuladores de aviónica avanzada y sistemas de visualización documental.

## Modelos
Tras la designación del avión aparece el año del primer vuelo.

### Militares
- M.D.315 Flamant, 1947
- MD.320 Hirondelle 1968
- Dassault MD 450 Ouragan, 1951
- Dassault MD 452 Mystère II, 1952

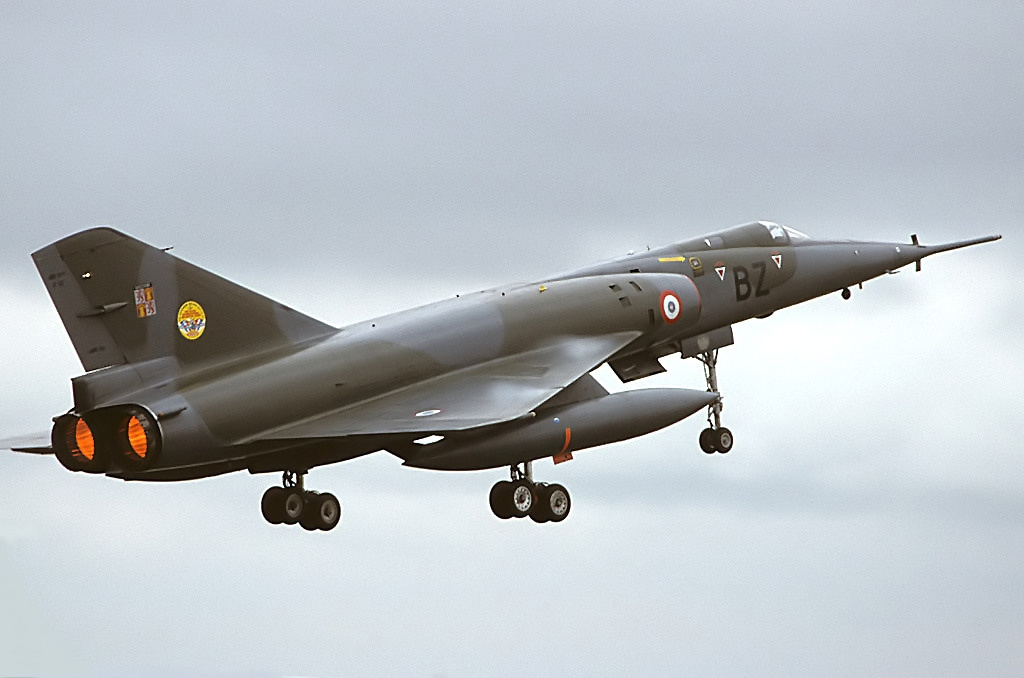
Dassault Mirage IV

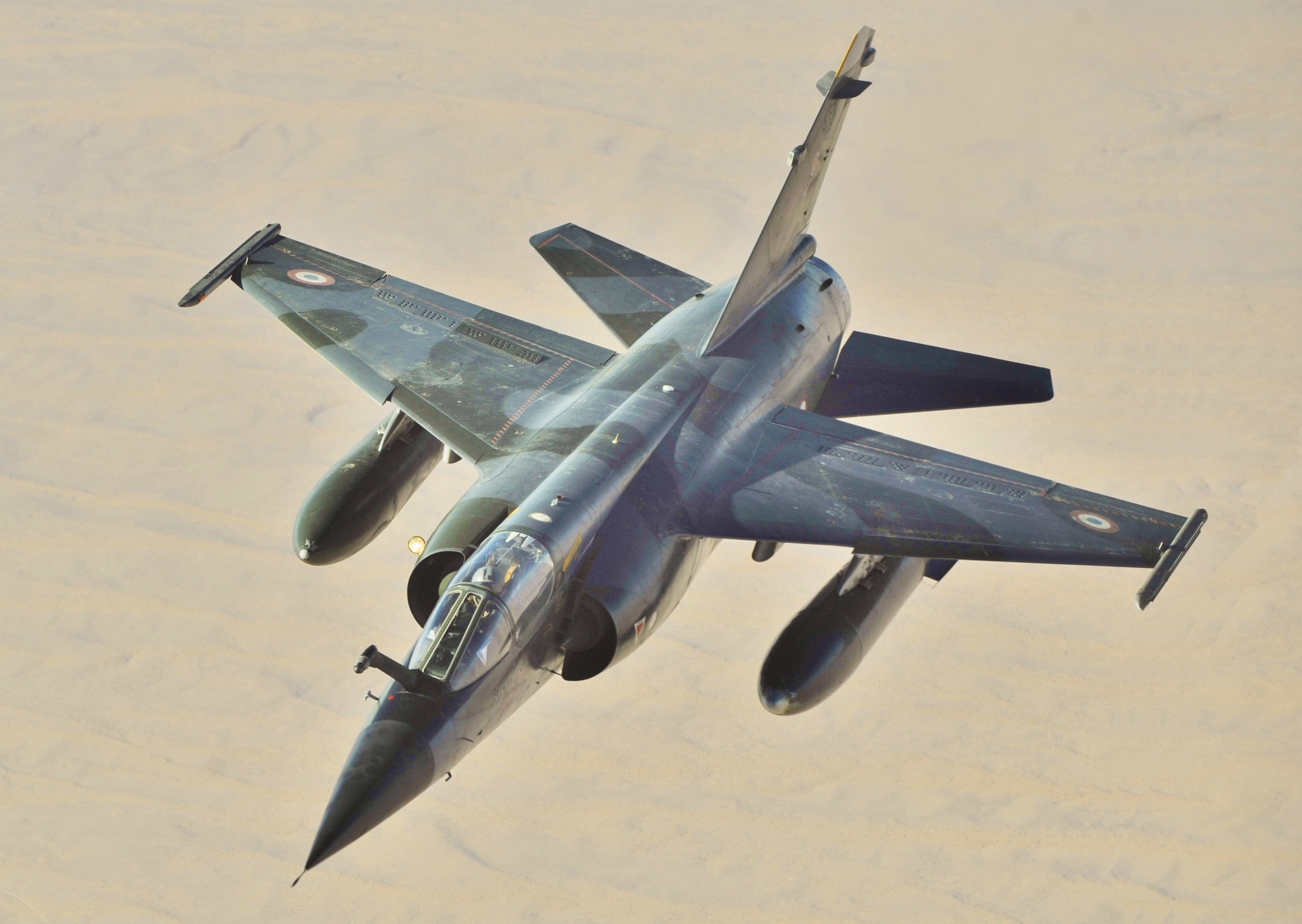
Dassault Mirage F1

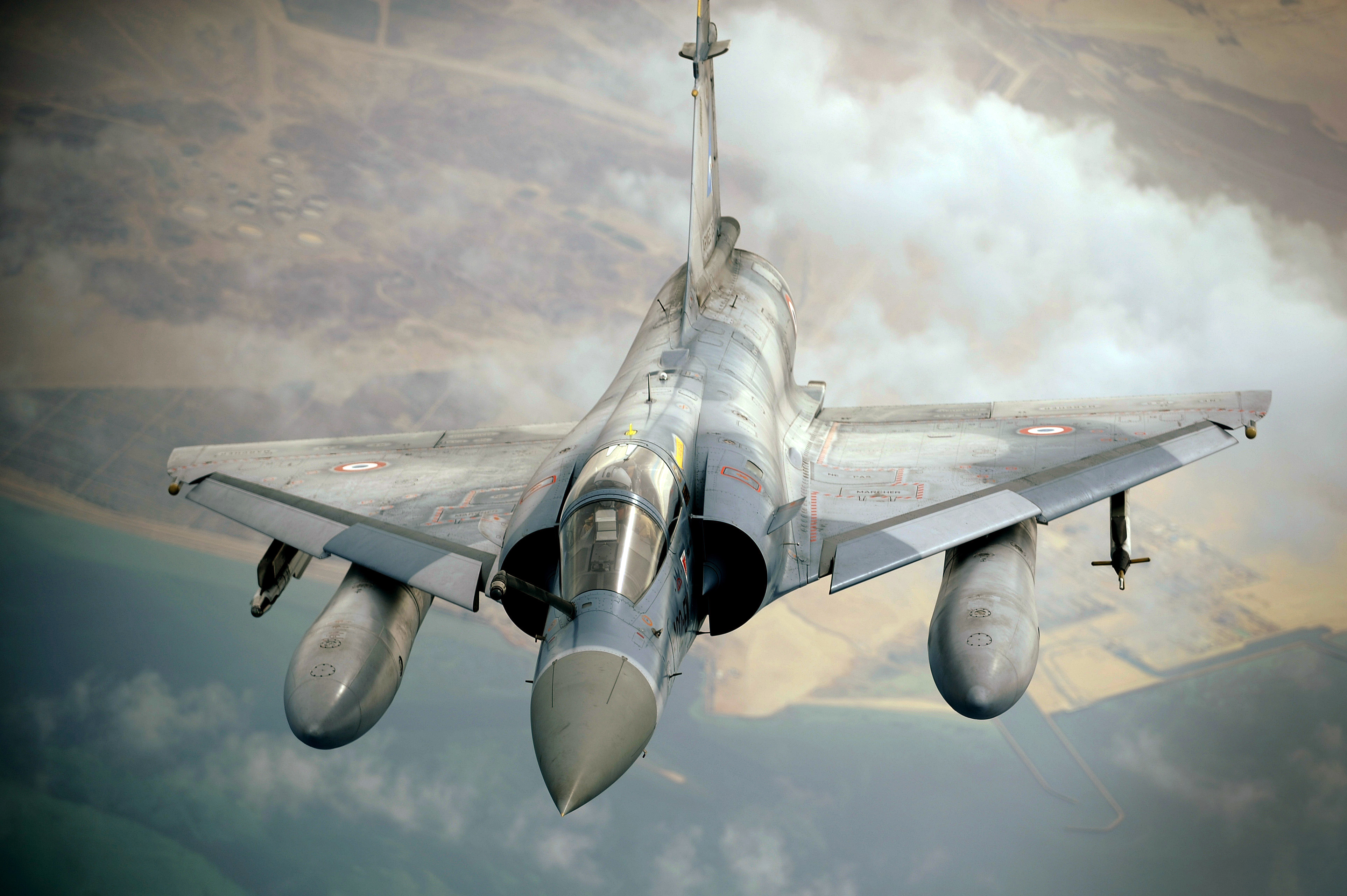
Dassault Mirage 2000

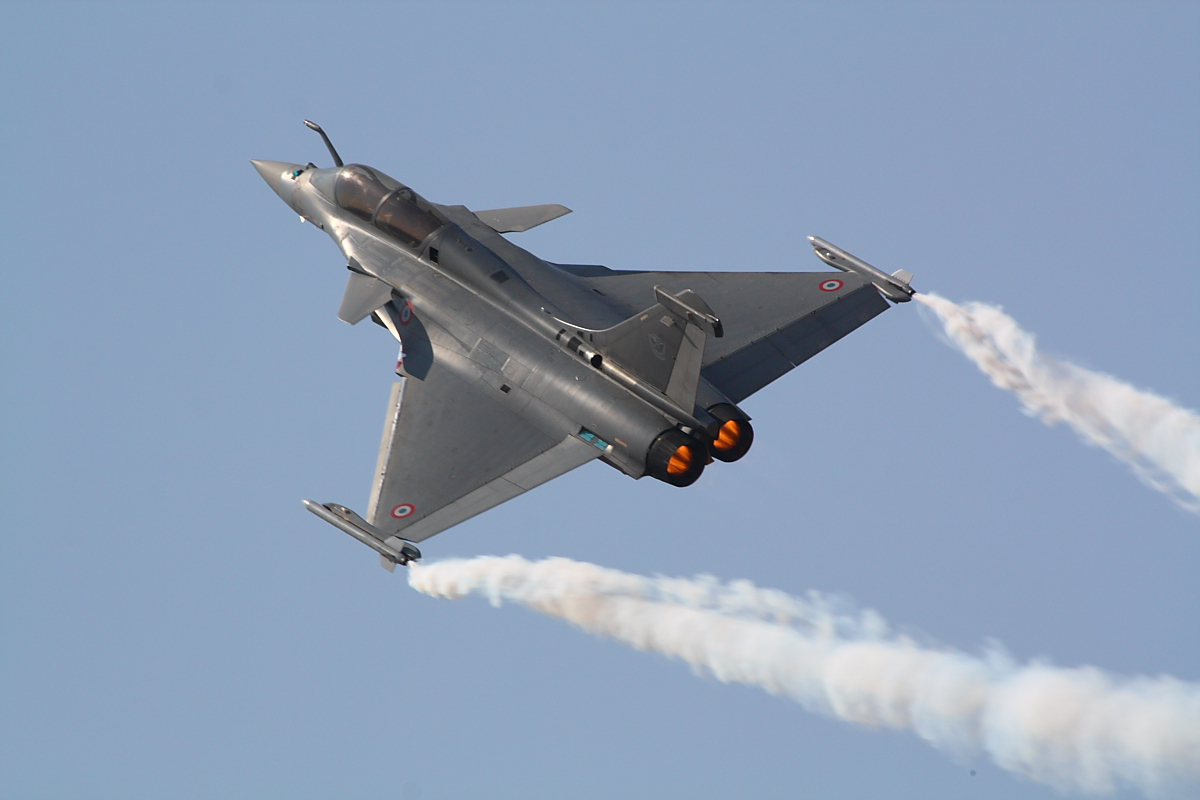
Dassault Rafale

- Dassault MD 453 Mystère III, 1952 (un MD 452 modificado para caza-nocturno)
- Dassault MD 454 Mystère IV, 1952
- MD 550, 1955
- Super Mystère, 1955
- Mirage III, 1956,
- Étendard II, 1956
- Étendard IV, 1956
- MD 410 Spirale, 1960
- Balzac, 1962
- Mirage IV, 1960
- Atlantic (ATL 1), 1965
- Mirage F1, 1966
- Mirage V, 1967
- Mirage G, 1967
- Milan, 1968
- Mirage G-4/G-8, 1971
- Alpha Jet, 1973
- Super Étendard, 1974
- Falcon Guardian 01, 1977
- Mirage 2000, 1978
- Mirage 4000, 1979
- Mirage 50, 1979
- Falcon Guardian, 1981
- Atlantic 2 (ATL 2), 1982
- Mirage III NG, 1982
- Rafale, 1986
- Neuron, 2012

### Civiles
- M.D.320 Hirondelle 1968
- Dassault Mercure
- Falcon family
- Falcon 10 (Falcon 100)
- Falcon 20 (Falcon 200)
- Falcon 50
- Falcon 900
- Falcon 2000
- Falcon 7X (originalmente Falcon FNX)
- Falcon 8X
- Falcon 6X

|                    |
| Dassault Falcon 20 |

|                    |
| Dassault Falcon 50 |

|                      |
| Dassault Falcon 2000 |

|                     |
| Dassault Falcon 900 |

|                    |
| Dassault Falcon 7X |

|                    |
| Dassault Falcon 6X |